# Église de Dieu en Christ
Pour les articles homonymes, voir Église de Dieu.
L'Église de Dieu en Christ (anglais : Church of God in Christ) est une association internationale chrétienne évangélique d'églises pentecôtistes.  Son siège est basé à Memphis, aux États-Unis. Son dirigeant est John Drew Sheard Sr.. 

## Histoire

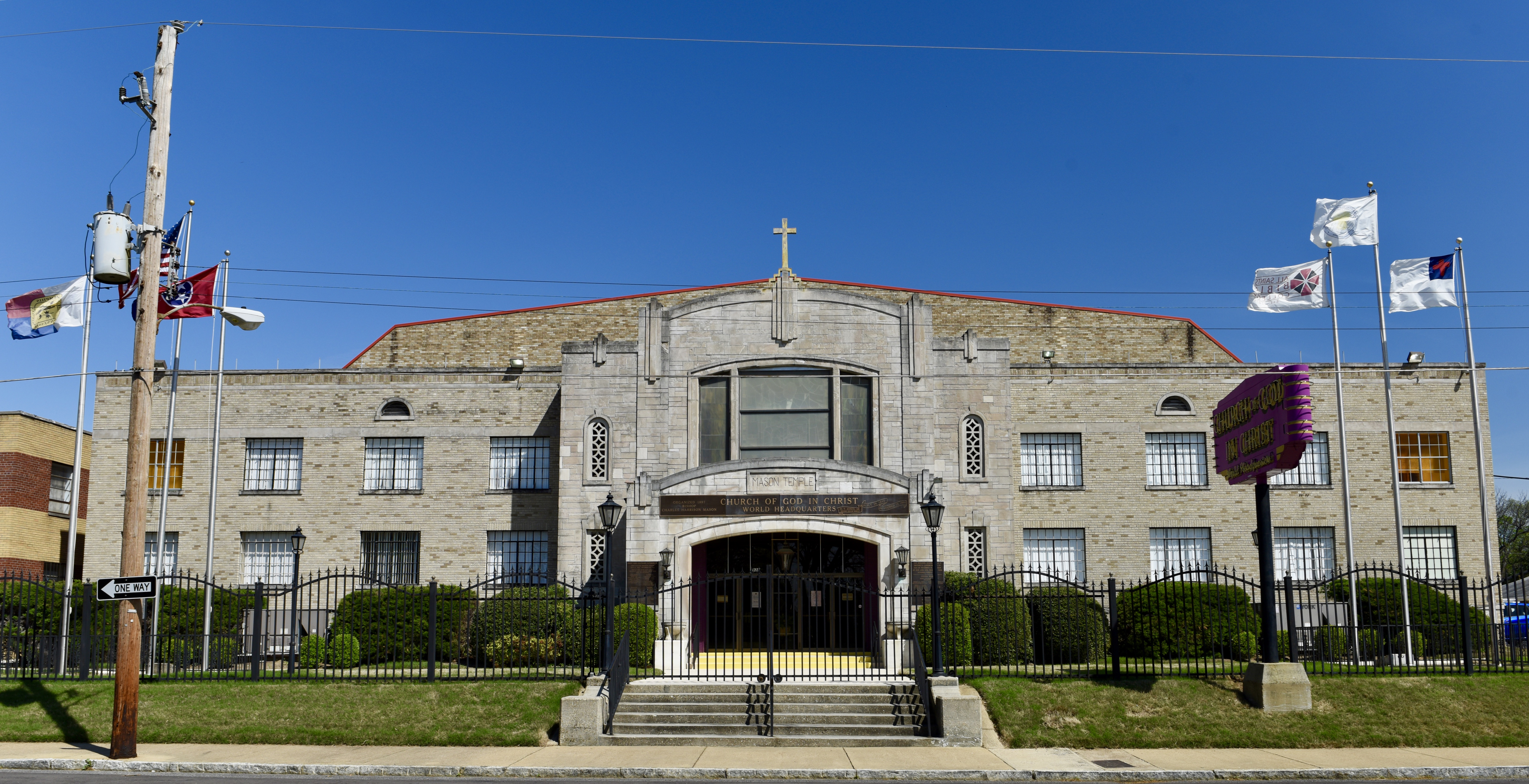
Bâtiment du Temple Mason, siège de l'Église, à Memphis, États-Unis.

En 1895, les ministres baptistes Charles Price Jones et Charles Harrison Mason ont commencé à enseigner la perfection chrétienne du méthodiste John Wesley à leurs églises baptistes du Mississippi (en contradiction avec la doctrine de sanctification progressive) . Les dirigeants de la Convention du Mississippi de la Convention baptiste nationale, USA sont intervenus et ont expulsé Jones et Mason.
L'Église est ainsi fondée en 1897 par Charles Harrison Mason et Charles Price Jones, après une convention à Jackson.
En 1907, Mason est allé à Los Angeles pour enquêter sur le Réveil d'Azusa Street dirigé par William Seymour. Lors de sa visite, il a affirmé avoir reçu le baptême du Saint-Esprit et vécu une expérience de « glossolalie ». À son retour à Jackson, dans le Mississippi, le récit de son expérience a rencontré une certaine opposition. Les dirigeants n’étaient pas d’accord que le « parler en langues » était une preuve obligatoire du baptême du Saint-Esprit. En 1907, lors de la convocation de l’Église à Jackson, une division a eu lieu entre Jones et d'autres dirigeants sur ce sujet. Mason a été expulsé pour avoir accepté les croyances pentecôtistes, et a convoqué une réunion à Memphis à la fin de l'année qui est l’origine de la réorganisation de l’Église. Charles Price Jones a alors pris le nom de  Church of Christ pour son Église . 
En 2007, Charles Edward Blake devient président de l'Église. En 2016, l'Église comptait 5.5 millions de membres dans 60 pays du monde. En 2021, John Drew Sheard Sr. devient président de l'Église.

## Statistiques
Selon un recensement de l’association d’églises, elle serait présente dans 112 pays en 2022.

## Croyances
L’association d’églises a une confession de foi pentecôtiste .

## Controverses
En 2014, lors d’une convention internationale, une vidéo de l’ancien Earl Carter critiquant les homosexuels est devenue virale dans les médias.  Le président de l'Église, Charles E. Blake, a présenté des excuses publiques pour le manque de compassion et de respect d'Earl Carter.